# Vauffelin
Vauffelin ist eine Ortschaft in der politischen Gemeinde Sauge im Verwaltungskreis Berner Jura des Kantons Bern in der Schweiz. Bis zum 31. Dezember 2000 war Vauffelin eine eigene politische Gemeinde. Am 1. Januar 2000 fusionierte diese mit der Gemeinde Plagne zur neuen Gemeinde Sauge. Die früheren deutschen Namen Füglisthal oder Wölflingen werden heute nicht mehr verwendet.

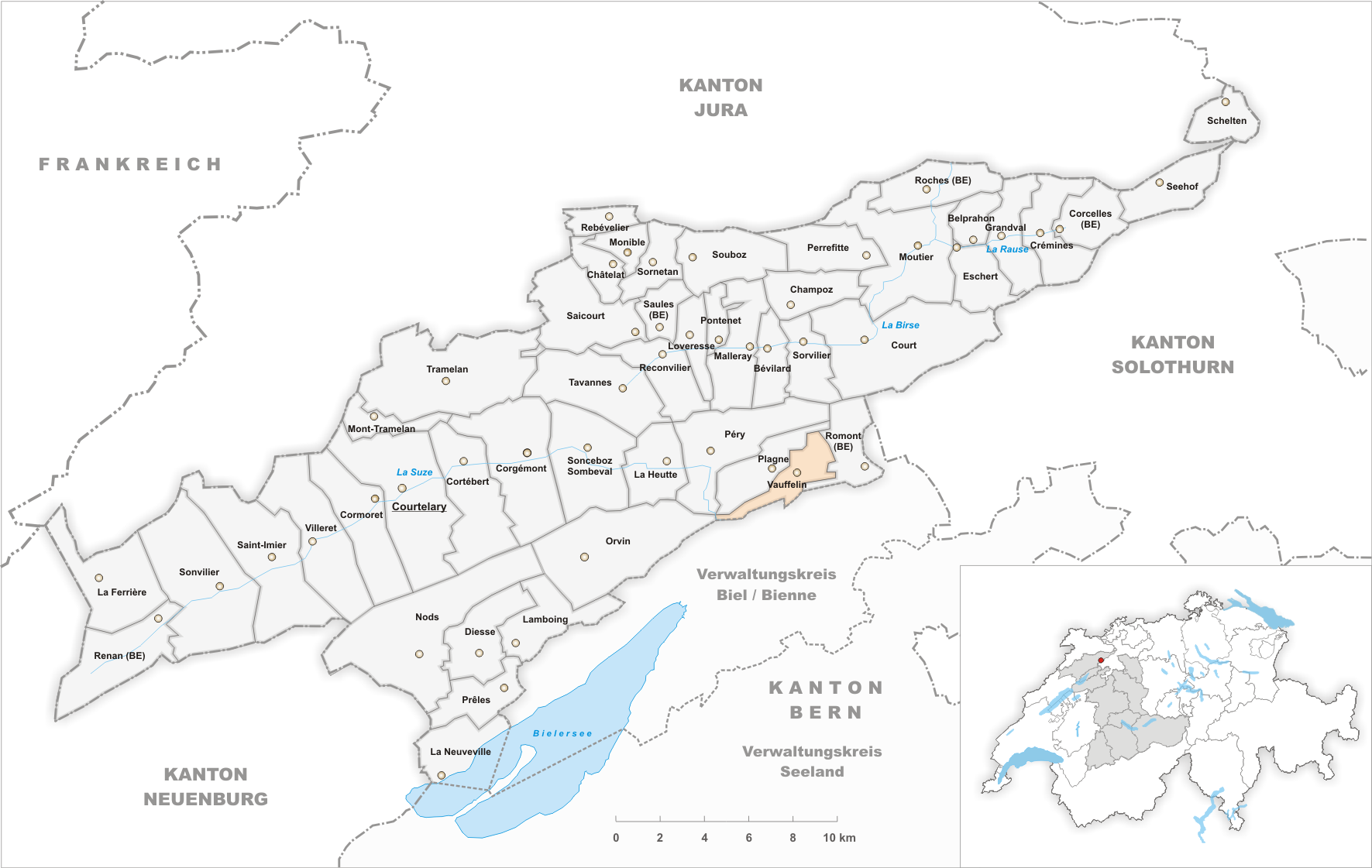
Gemeindestand vor der Fusion am 1. Januar 2014

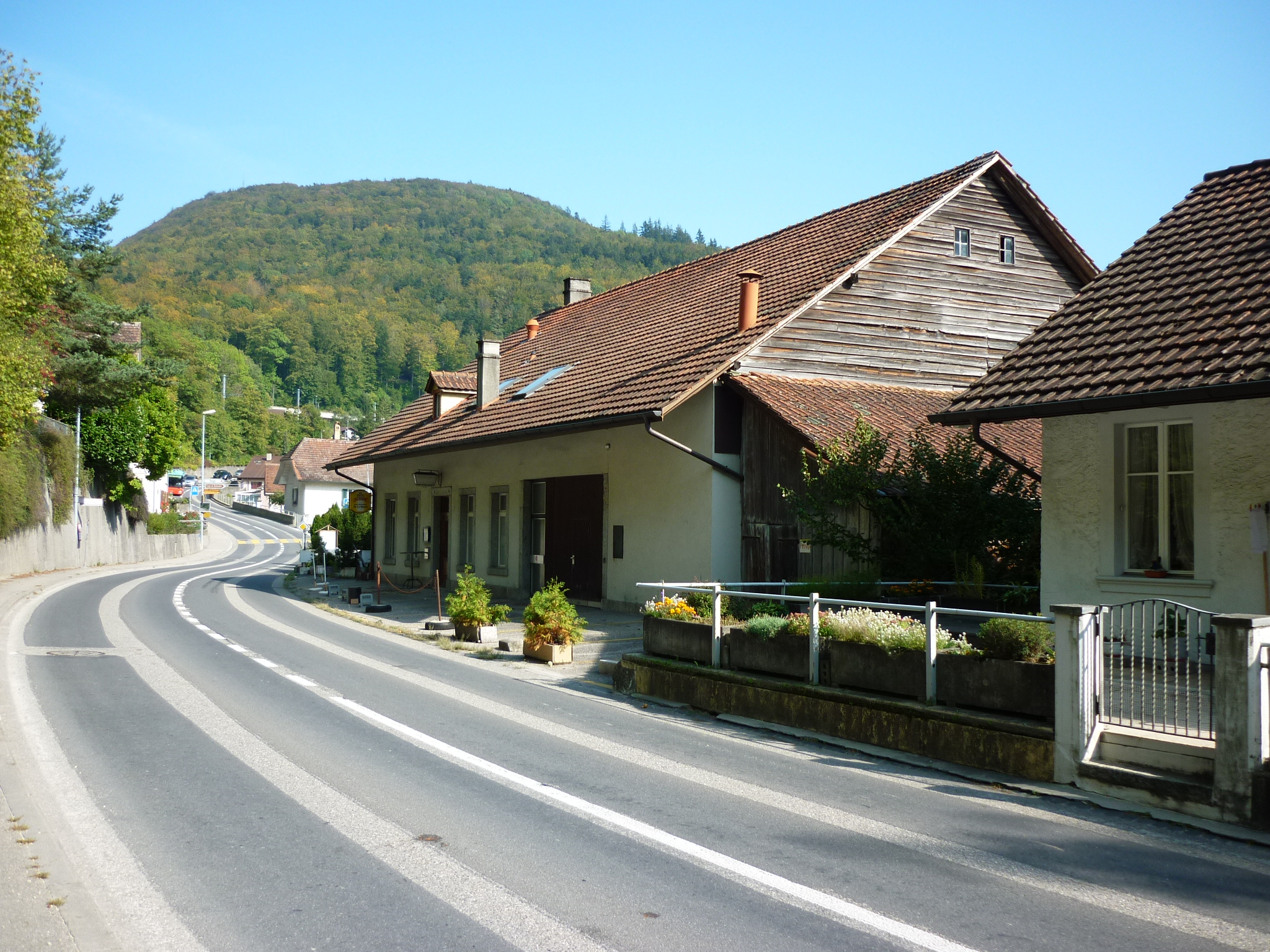
Dorfstrasse in Frinvillier

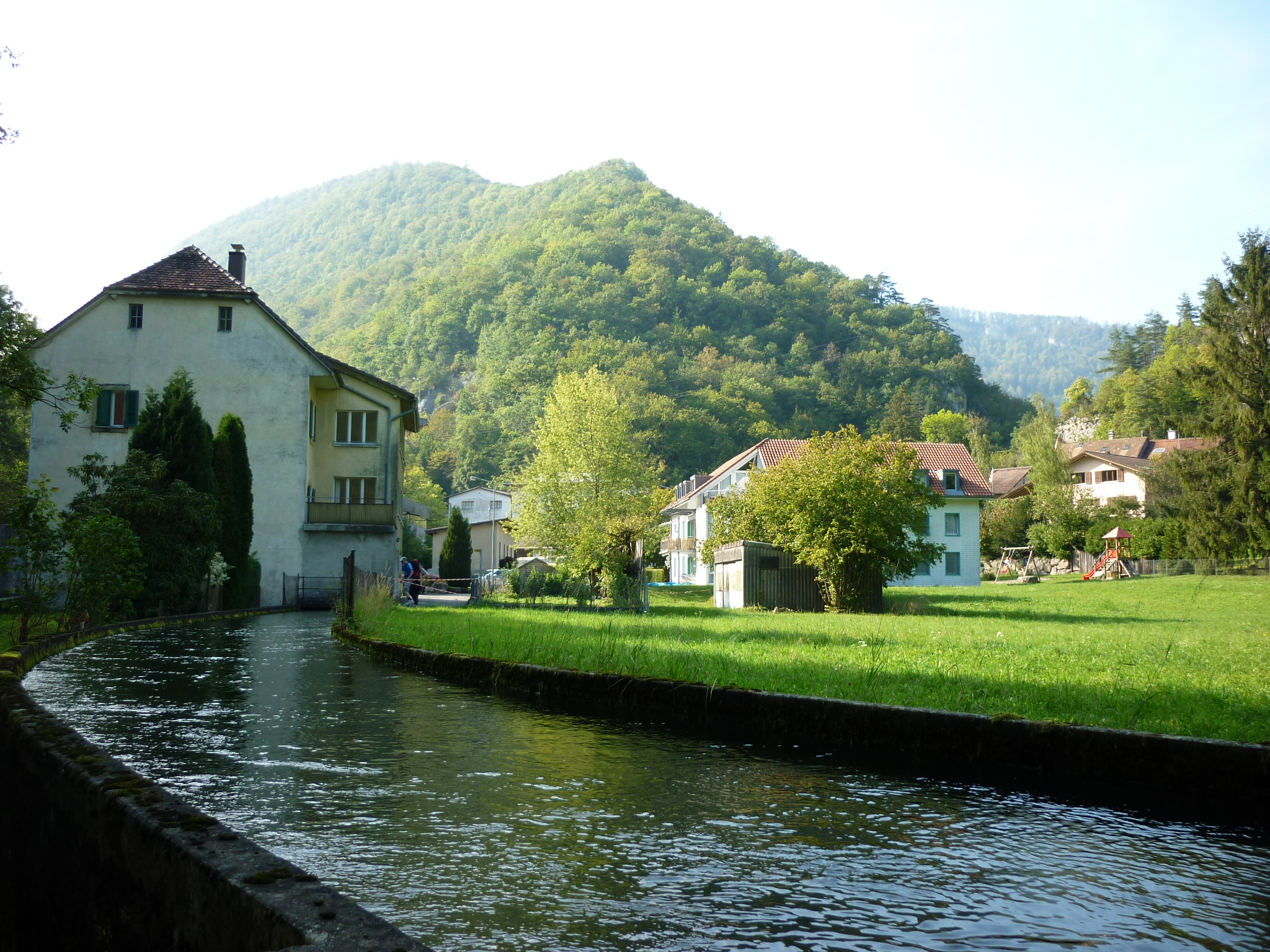
Schüsskanal und Chasseralausläufer in Frinvillier

## Geographie
Vauffelin liegt auf 707 m ü. M., sieben Kilometer nordöstlich von Biel (Luftlinie). Das ehemalige Bauerndorf erstreckt sich in einem Trockental, einer Synklinalen, nördlich der Jurakette des Bözingenbergs. 
Die Fläche des 5,9 km² grossen Gebiets der ehemaligen Gemeinde umfasst in einem langen schmalen Streifen das Trockental von Vauffelin, das sich im Westen zum Tal der Schüss (französisch Suze) neigt. Ganz im Westen reicht das Gebiet bei Frinvillier bis an die Schüss, die hier zwischen den beiden Durchbruchstälern Klus von Rondchâtel im Norden und der Taubenlochschlucht im Süden eine Talweitung bildet. Nach Süden erstreckt sich Vauffelin auf den Kamm des Bözingenbergs (bis 974 m ü. M.). Im Norden reicht es auf die Antiklinale der Montagne de Romont, auf der mit 1100 m ü. M. der höchste Punkt der Ortschaft erreicht wird. Auf diesem Höhenrücken befinden sich ausgedehnte Jurahochweiden mit den typischen mächtigen Fichten, die entweder einzeln oder in Gruppen stehen, sowie weit verstreut einige Wochenend- und Ferienhäuser. Von der Gemeindefläche entfielen 1997 8 % auf Siedlungen, 56 % auf Wald und Gehölze, 35 % auf Landwirtschaft, und etwas weniger als 1 % war unproduktives Land.
Zu Vauffelin gehören der Weiler Frinvillier (532 m ü. M.) links der Schüss sowie einige Einzelhöfe. Nachbarorte bzw. ‑gemeinden sind der Ortsteil Plagne in der eigenen Gemeinde und der Ortsteil Péry in der Gemeinde Péry-La Heutte sowie die Gemeinden Orvin, Romont, Pieterlen und Biel.

## Bevölkerung
Mit 455 Einwohnern (Stand 31. Dezember 2013) gehörte Vauffelin zu den kleineren Gemeinden des Berner Juras. Im Jahr 2000 waren von den Bewohnern 64,9 % französischsprachig, 24,7 % deutschsprachig, und 7,4 % sprachen Albanisch. Die Bevölkerungszahl von Vauffelin belief sich 1850 auf 255 Einwohner, 1900 auf 258 Einwohner.

## Politik
Die Wähleranteile der Parteien anlässlich der Nationalratswahlen 2011 betrugen in Vauffelin: SVP 27,6 %, SP 22,7 %, GPS 15,9 %, FDP 9,0 %, BDP 6,0 %, EDU 5,8 %, Les Rauraques 4,7 %, SLB 2,4 %, glp 1,7 %, AL 1,5 %, PdA 1,1 %, Piraten 0,9 %, EVP 0,4 %, CVP 0,1 %, SD 0,1 %.

## Wirtschaft
Vauffelin ist noch heute von der Landwirtschaft geprägt, wobei Viehzucht und Milchwirtschaft überwiegen, in der Nähe des Ortes gibt es auch Ackerbau und Obstbäume. Weitere Arbeitsplätze bietet das lokale Kleingewerbe. In den letzten Jahrzehnten hat sich Vauffelin zu einer Wohngemeinde entwickelt; am Hang über dem alten Ortskern entstand ein neues Wohnquartier. Viele Erwerbstätige sind Wegpendler und arbeiten in der Stadt Biel oder in der Region Grenchen.

## Verkehr
Das Vauffelin liegt abseits der grösseren Durchgangsstrassen an der Kantonsstrasse von Frinvillier nach Grenchen. Durch die Linie 71 der Verkehrsbetriebe Biel, die von Biel nach Romont verkehrt, ist Vauffelin an das Netz des öffentlichen Verkehrs angeschlossen.
Frinvillier hingegen, das grösstenteils auf dem Gebiet von Vauffelin liegt, ist mit einem Anschluss an die Autobahn A16 und einer Station an der Bahnstrecke Biel/Bienne–La Chaux-de-Fonds gut erschlossen.

## Weiterführende Schulen
In Vauffelin befinden sich verschiedene Teilstellen des Fachbereichs Automobiltechnik der Berner Fachhochschule für Technik und Informatik, welcher seinen Hauptsitz in Biel hat. In Vauffelin beheimatet sind das Labor für Elektrotechnik, das Labor für Mechatronik, das Labor für Fahrzeugmechanik und das sogenannte Dynamic Test Center. Das letztgenannte Testgelände befindet sich nahe dem Hauptsitz des Fachbereiches Automobiltechnik Biel und wird seit seiner Gründung 1994 sowohl von der Privatwirtschaft als auch von der oben genannten Fachhochschule getragen.

## Geschichte

### Frühmittelalterliches Eisengewerbe
Südlich des Dorfes Vauffelin (Fluren Ecovots und Fousserets) sind auffällige Geländeformen zu beobachten. Diese Materialbewegungen gehen zurück auf Schürfungen nach Bohnerz durch das Kloster Moutier-Grandval im frühen Mittelalter. Zu jener Zeit der Merowingerkönige und der Christianisierung stand die Gegend im Besitz dieses im Jahr 636 gegründeten Klosters. Die Kirche Vauffelin steht mitten in der ehemaligen Minenzone an der Stelle einer Kapelle, welche bereits im 7. Jahrhundert den Mönchen als Gebetsstätte diente.
Die handwerkliche Eisenherstellung war arbeitsintensiv: Das Schürfen, das Reinigen des Erzes, umfangreiche Holzschläge zur Holzkohleherstellung und die entsprechenden Transporte verlangten zahlreiche Hilfskräfte. Das leitende Klosterpersonal konnte sich in der Zeit der Völkerwanderung auf zuziehende Alemannen stützen, welche wohl aus dem süddeutschen Raum Kenntnisse in der Eisenherstellung mitbrachten.

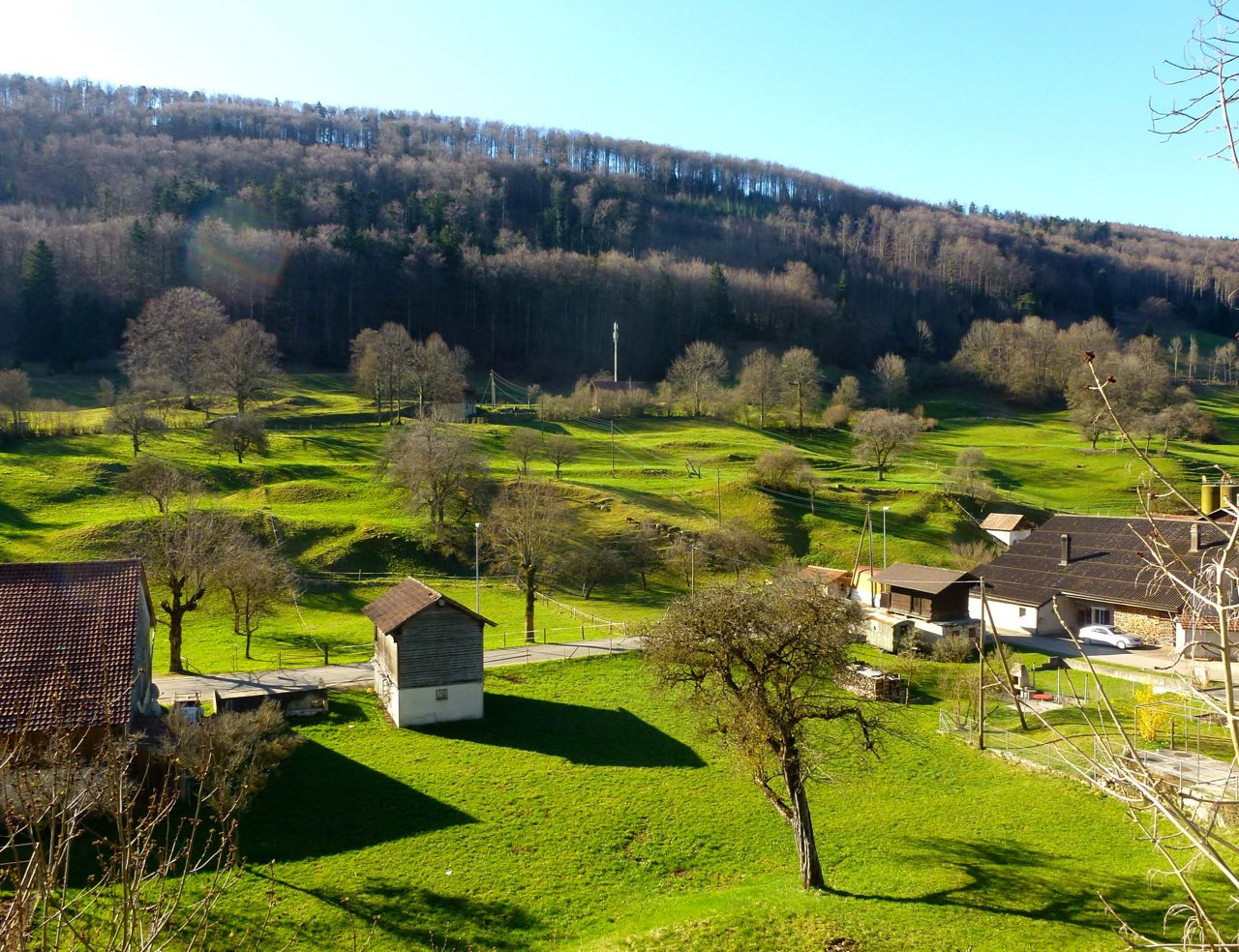
Rekultivierte Bohnerz-Minen aus dem Frühmittelalter

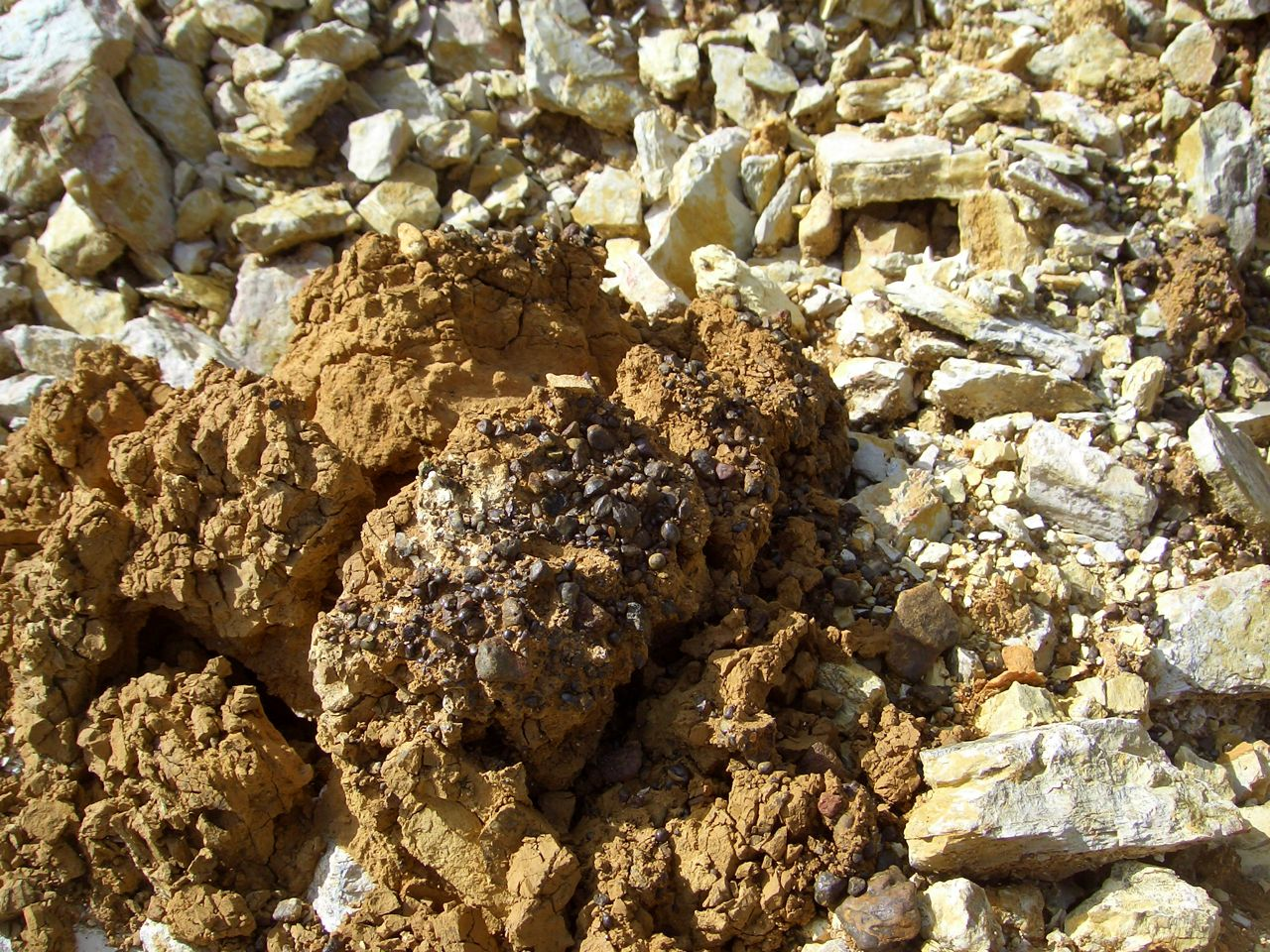
Lehmscholle mit Bohnerz, Fundort unterhalb Côtattes

Ob das Erz der Gruben im Umkreis der Kirche von Vauffelin an Ort und Stelle zu Eisen verhüttet wurde, ist ungewiss. Anlässlich von Renovationsarbeiten im Jahr 1983 wurde zwar unter dem Kirchenboden eine Lehmstruktur entdeckt, welche als Überrest eines Wolf-Ofens interpretiert werden kann. Andere Belege für eine Verhüttung in der Form von Schlackenhalden sind bis heute nicht bekannt. Das Tal von Vauffelin ist Karstgebiet und hat kein Fliessgewässer. Möglicherweise wurde das gereinigte Erz ins Birstal hinüber transportiert, wo mit der Wasserkraft günstigere Voraussetzungen zur Verhüttung bestanden. Bei der Kirchenrenovation von 1983 fand man neben der erwähnten Lehmstruktur ein Frauengrab, das der Archäologische Dienst des Kantons Bern anhand der Lage und der typischen Gestaltung ebenfalls der Merowingerzeit zuordnete. Dieses Grab ist beraubt worden. Das Skelett ist gut erhalten, aber der Schädel wurde verlegt und einige Knochen entwendet. Ein Bezug zum frühmittelalterlichen Eisengewerbe drängt sich auf. Die hier Bestattete muss eine wichtige Funktion ausgeübt haben.

### Herleitung des Ortsnamens
Die zugewanderten Alemannen nannten die Gegend der Erzminen Wolflingen, in Anspielung auf die einfachen Schachtöfen zur Herstellung von Eisen-Luppen. Diese Einrichtung zur Verhüttung wurde als Wolf-Ofen oder auch Rennofen bezeichnet. Die deutsche Benennung Wolflingen wurde später von Patois-Sprechenden zum ähnlich lautenden Wolflin, später zu Vauffelin umgeformt. Das Schweizerische Ortsnamenlexikon leitet den Namen Vauffelin jedoch von «Vallée de Fukolin» her, und die deutschen Namen Füglisthal und Wölflingen seien unterschiedliche spätere Germanisierungen.

### Späteres Eisenhandwerk in der Umgebung
Die Erzgruben nordwestlich von Vauffelin unterhalb des Nachbardorfes Plagne (Flurname Cotattes) zeigen einen weniger fortgeschrittenen Verwitterungszustand. Sie wurden später ausgebeutet, vermutlich Ende des 17. Jahrhunderts, als der Hochofen von Reuchenette zu beliefern war. In der gleichen Zeit dürften die Creux des Mines (hinter Péry) und die Gruben hinter dem Schlössliheim in Pieterlen in Betrieb gewesen sein. Mit Sicherheit wurde Bohnerz in Plagne verhüttet, der Flurname Les Ferrières erinnert daran. Vom frühen bis ins hohe Mittelalter lag die Produktion und Verwertung des strategischen Rohstoffes Eisen aus dem Jura hinter Biel in den Händen des Klosters Moutier-Grandval. Im Spätmittelalter waren es dann die Basler Fürstbischöfe, welche die Eisenproduktion in ihrem Hoheitsgebiet steuerten. Sie vergaben das Recht zur Eisenausbeutung als Lehen an den lokalen Adel, wovon auch verschiedene Bieler Patrizierfamilien profitieren konnten. Die hiesigen Bohnerz-Vorkommen waren zu Beginn des 18. Jahrhunderts erschöpft. In den Hammerschmieden und Drahtzügen von Reuchenette, Frinvillier und Bözingen wurde weiterhin Jura-Eisen verarbeitet, welches von den bischöflichen Eisenwerken in Undervelier und Courrendlin bezogen wurde.
Die erste schriftliche Erwähnung von Vauffelin unter dem Namen Walfelim erfolgte im Jahr 1188; der erste deutsche Name lautete Fögenlinsthal (Tal der Vögel). Das Dorf gehörte bis 1797 zur Herrschaft Erguel, die dem Fürstbistum Basel unterstand, wobei auch die Stadt Biel zeitweise grösseren Einfluss ausübte und 1530 die Reformation einführte. Von 1797 bis 1815 gehörte Vauffelin zu Frankreich und war anfangs Teil des Département Mont-Terrible, das 1800 mit dem Département Haut-Rhin verbunden wurde. Durch den Entscheid des Wiener Kongresses kam der Ort 1815 an den Kanton Bern zum Bezirk Courtelary.
Bis am 31. Dezember 2013 war Vauffelin eine eigenständige Gemeinde.

## Sehenswürdigkeiten
Etwas ausserhalb des Dorfes steht die 1715–16 unter Einbezug von Mauern einer mittelalterlichen Kapelle erbaute reformierte Kirche. Sie wurde 1900 umgebaut und mit einem achteckigen Glockenturm mit Zwiebelkuppel versehen. Im Ortskern sind einige alte Bauernhäuser aus dem 17. und 18. Jahrhundert erhalten.
Oberhalb Frinvillier, am Eingang zur Klus von Rondchâtel, sind beim Martinsklafter Spuren einer Römerstrasse sichtbar.